# Morris Minor

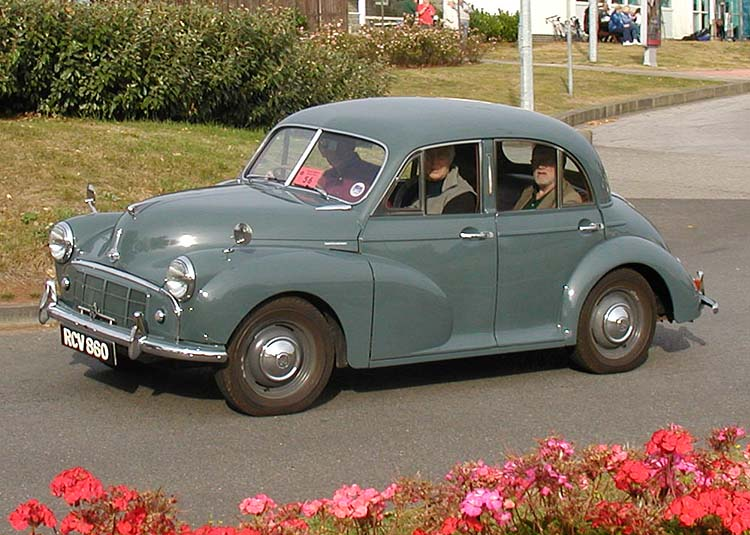
Vierdeurs Morris Minor met "split screen window"

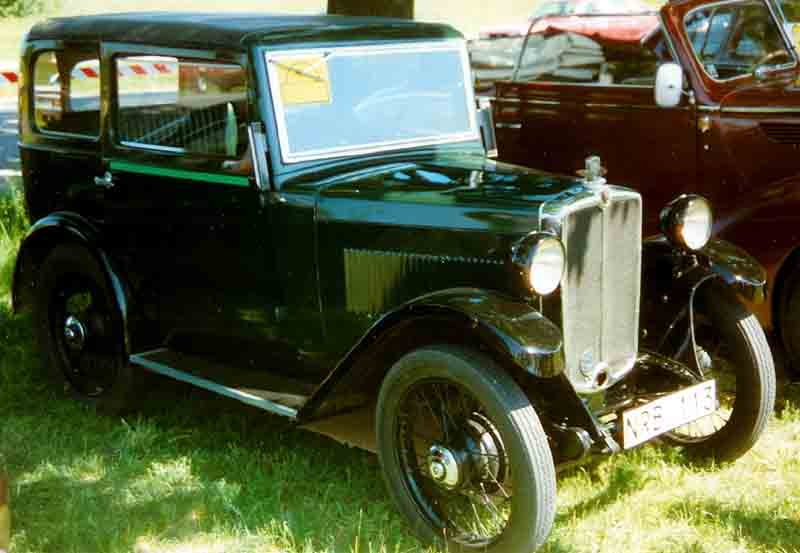
Het eerste model Morris Minor uit 1928

De Morris Minor was een automodel van de Britse fabrikant Morris Motors Ltd., dat op 20 september 1948 werd gepresenteerd in het Earls Court Exhibition Centre in Londen en dat tot 1971 in productie is gebleven. Het model, dat in het Verenigd Koninkrijk de bijnaam "Moggy" heeft, geldt als "typisch Engels" en is een gewild verzamelaarsobject onder liefhebbers van oldtimers.

## Geschiedenis
Al tijdens het interbellum, in 1928, kwam onder de naam Morris Minor een zeer succesvolle auto "voor de kleine man" in productie, die compact was van buiten, comfortabel van binnen en zuinig in het gebruik.
De naoorlogse Morris Minor was ontworpen door Sir Alec Issigonis (1906-1988). Zijn doel was met de Morris Mosquito (zoals het prototype aanvankelijk heette) een goedkope en kleine gezinsauto te ontwikkelen met het comfort van duurdere modellen.
Er zijn verschillende versies van de Morris Minor gemaakt. De allereerste in 1948 was een 2-deurs personenauto, met de koplampen nog naast de grille (Lowlight). Later is dit veranderd en zijn deze naar de spatborden verplaatst. Al snel kwamen er ook een vierdeurs sedan en een cabriolet (de Tourer) uit. In 1953 volgden de Traveller (met houten achterkant) en twee bedrijfsauto's: de Pick-up met open laadbak en de Van bestelwagen met gesloten achterkant.
In de loop van de jaren vijftig en zestig onderging de Minor enkele veranderingen. Na het model Minor MM (1948-1953) werd van 1952 tot 1956 de Minor Series II geproduceerd met een iets sterkere motor. Het uiterlijk veranderde doordat de tweedelige voorruit ("split screen window") door een eendelige werd vervangen. Bij de Minor 1000 (1956-1971) werd een nog iets sterkere motor ingebouwd en werd de achterruit verbreed.
De opvolger van de Minor was in 1971 de Morris Marina, maar al vanaf 1959 werd door de British Motor Corporation (product van de fusie van Morris en Austin) ook de Morris Mini Minor geproduceerd.

## Aantallen
Er zijn van 1948 tot 1971 in totaal 1.532.223 Morris Minors geproduceerd, als volgt verdeeld:
- 2-deurs: 620.969
- 4-deurs: 356.590
- Tourer: 74.960
- Traveller: 204.279
- Van / Pick-up: 269.425

## Afbeeldingen

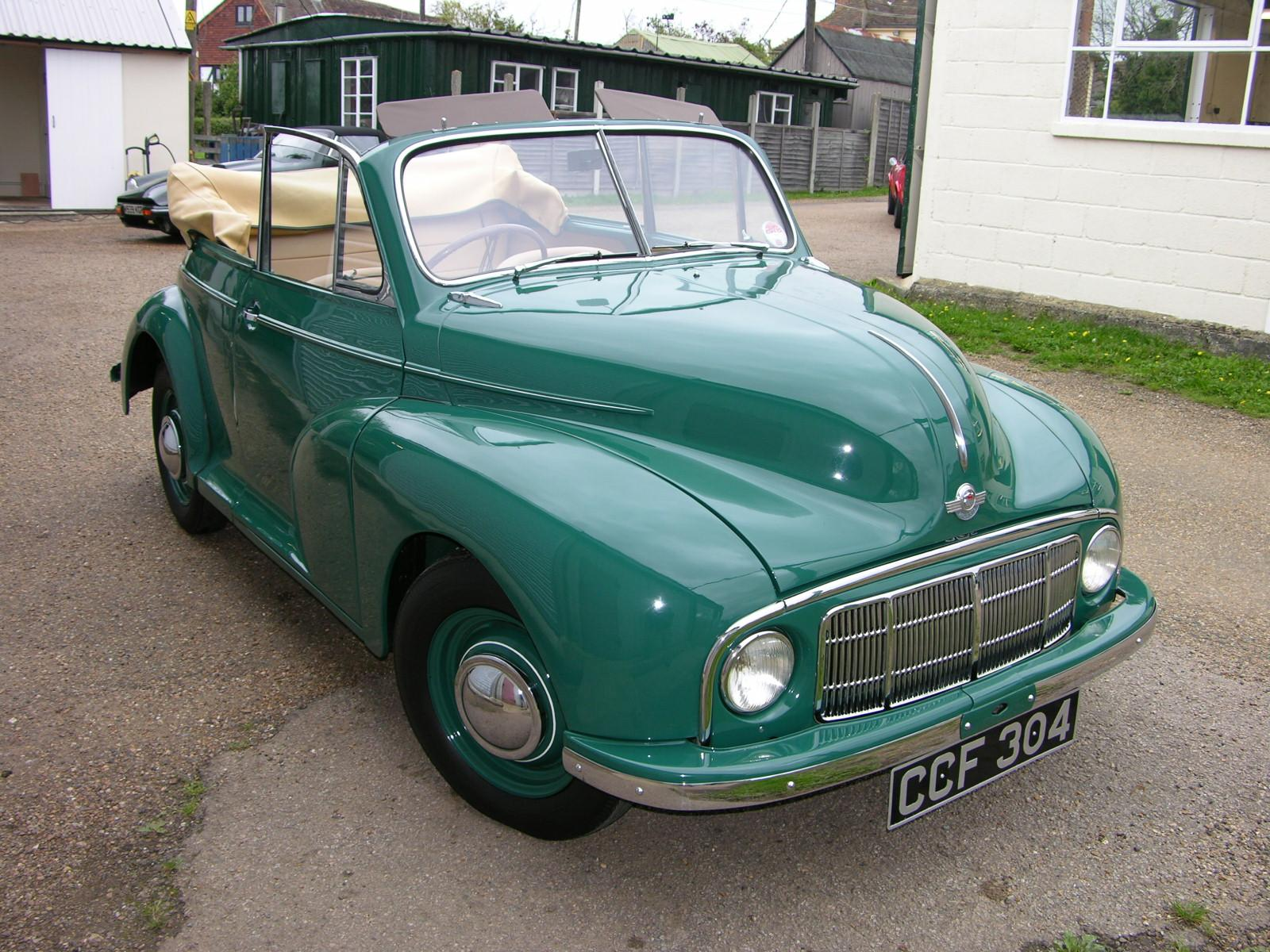
Morris Minor Tourer (Lowlight) uit 1949
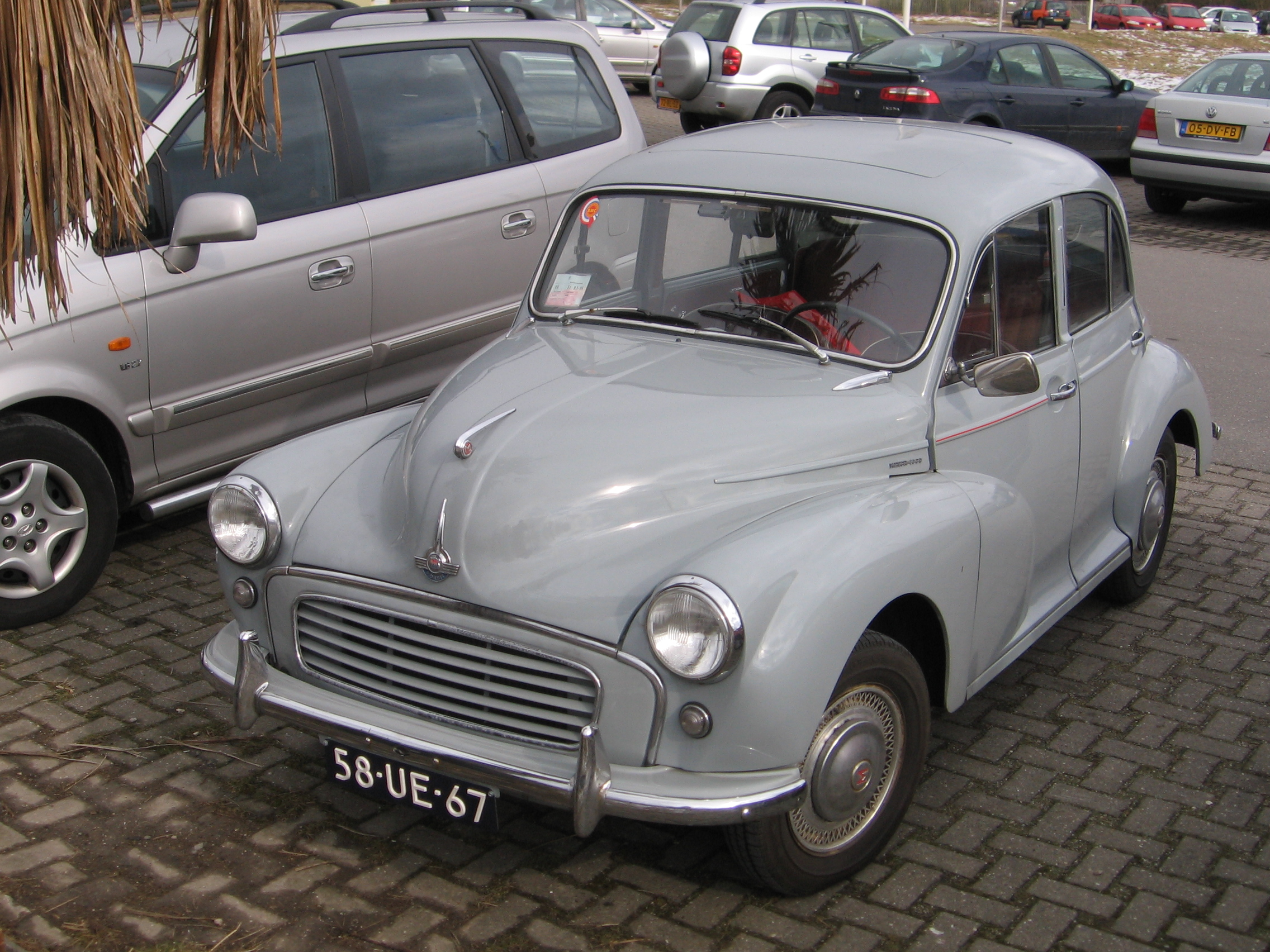
Morris Minor 1000
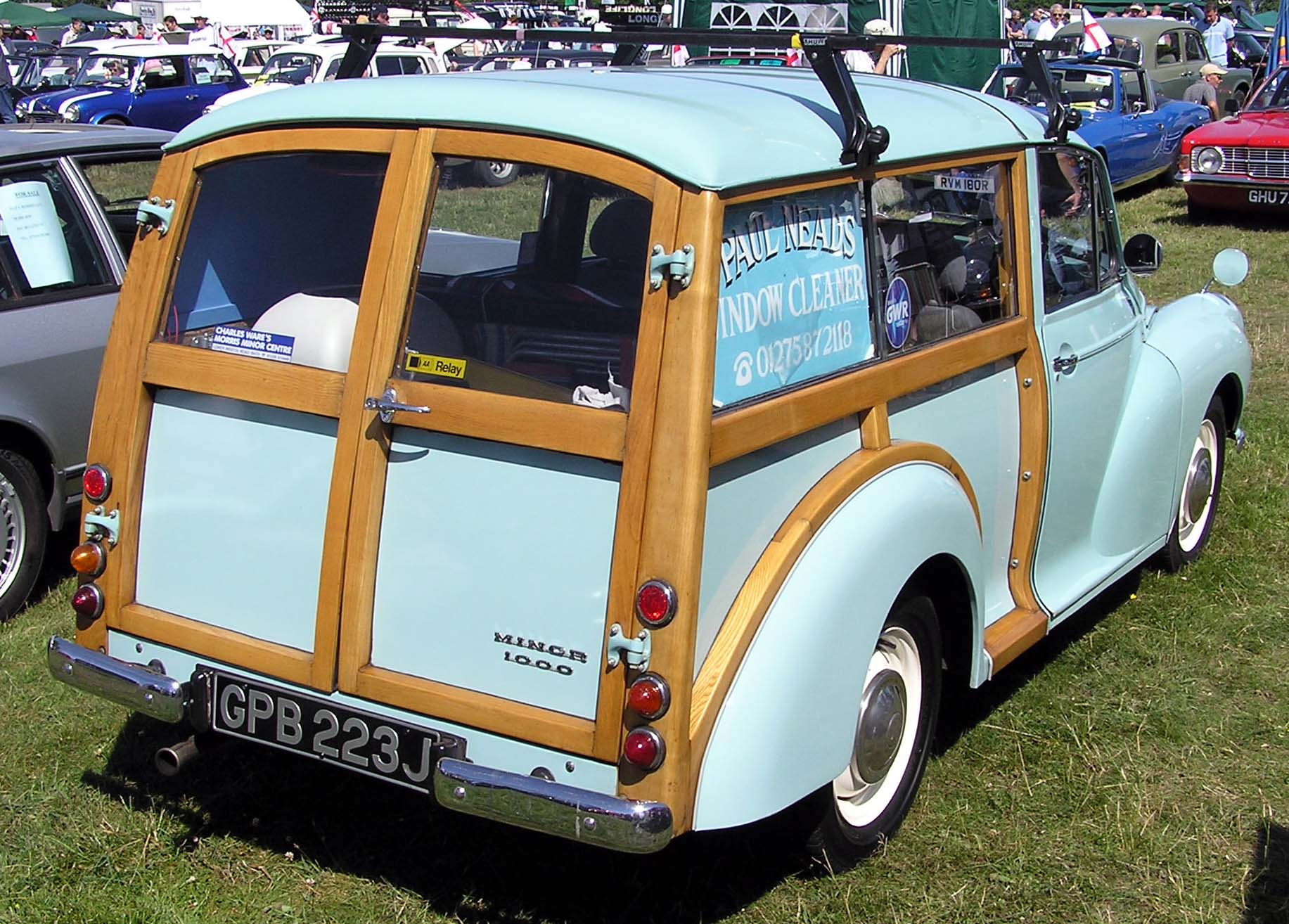
Morris Minor 1000 Traveller Estate
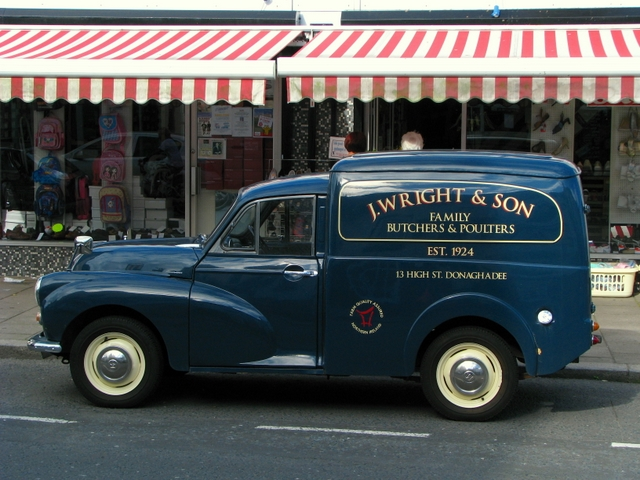
Morris Minor Van
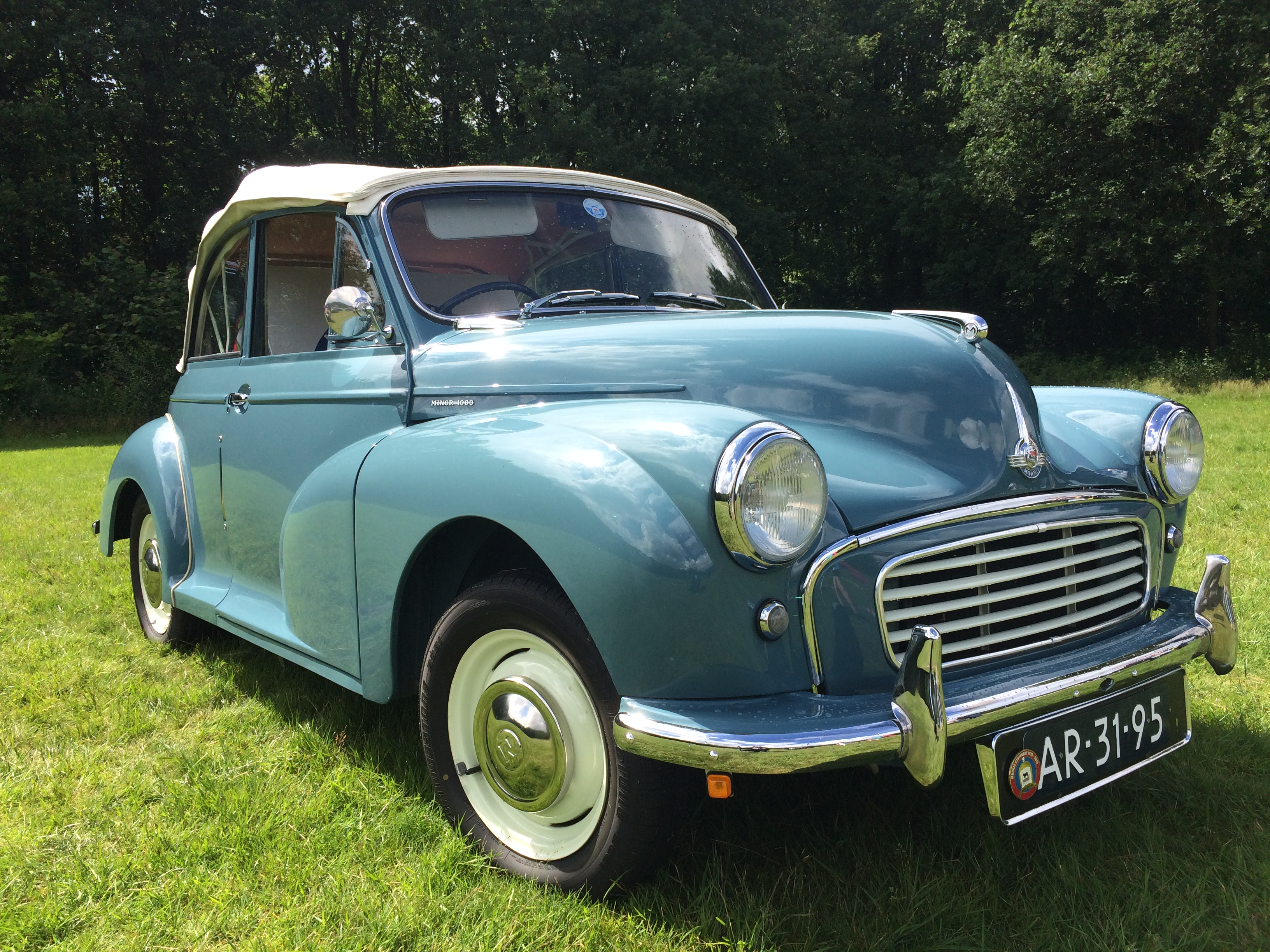
Morris Minor 1000 Tourer uit 1960
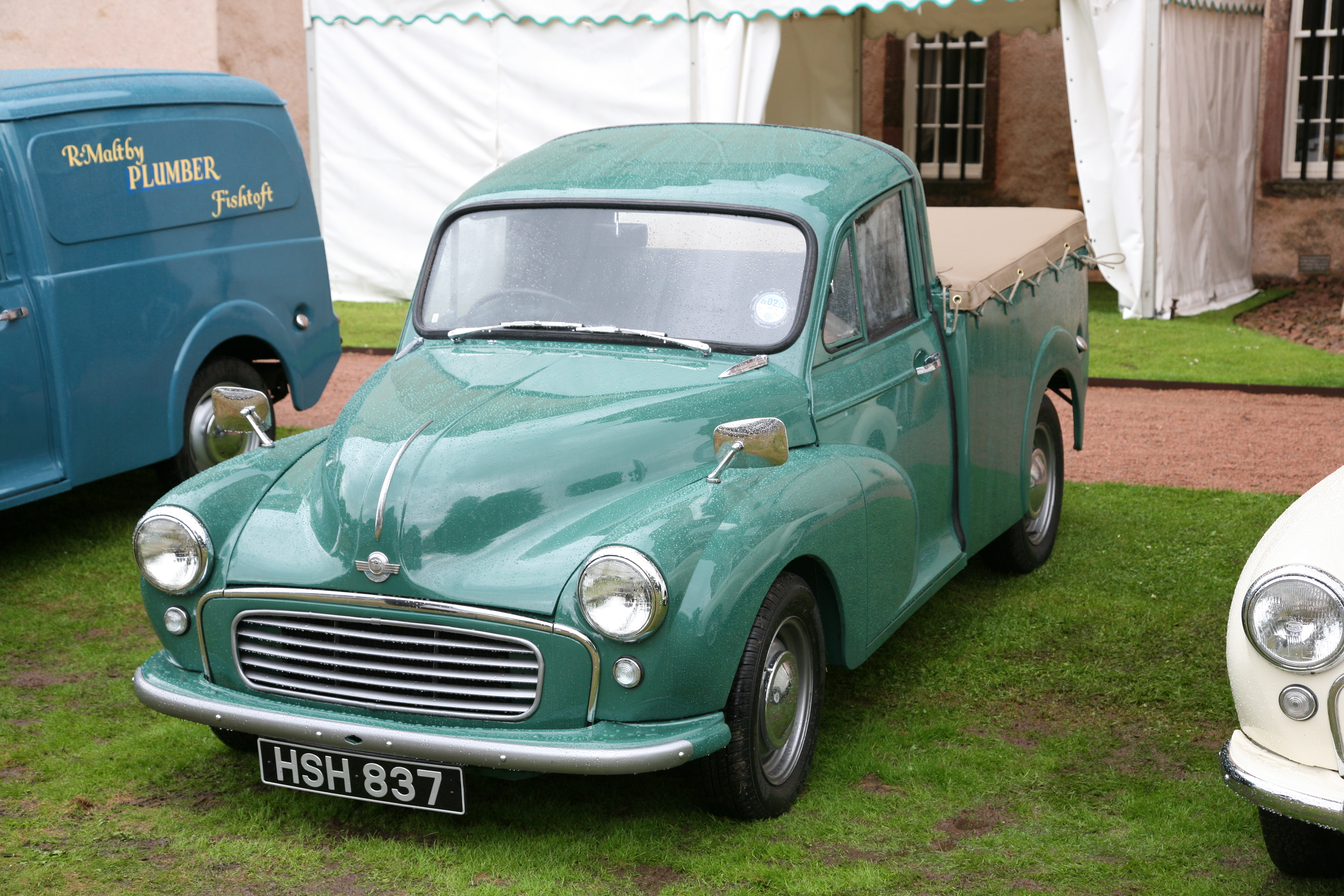
Morris Minor 1000 Pickup uit 1962
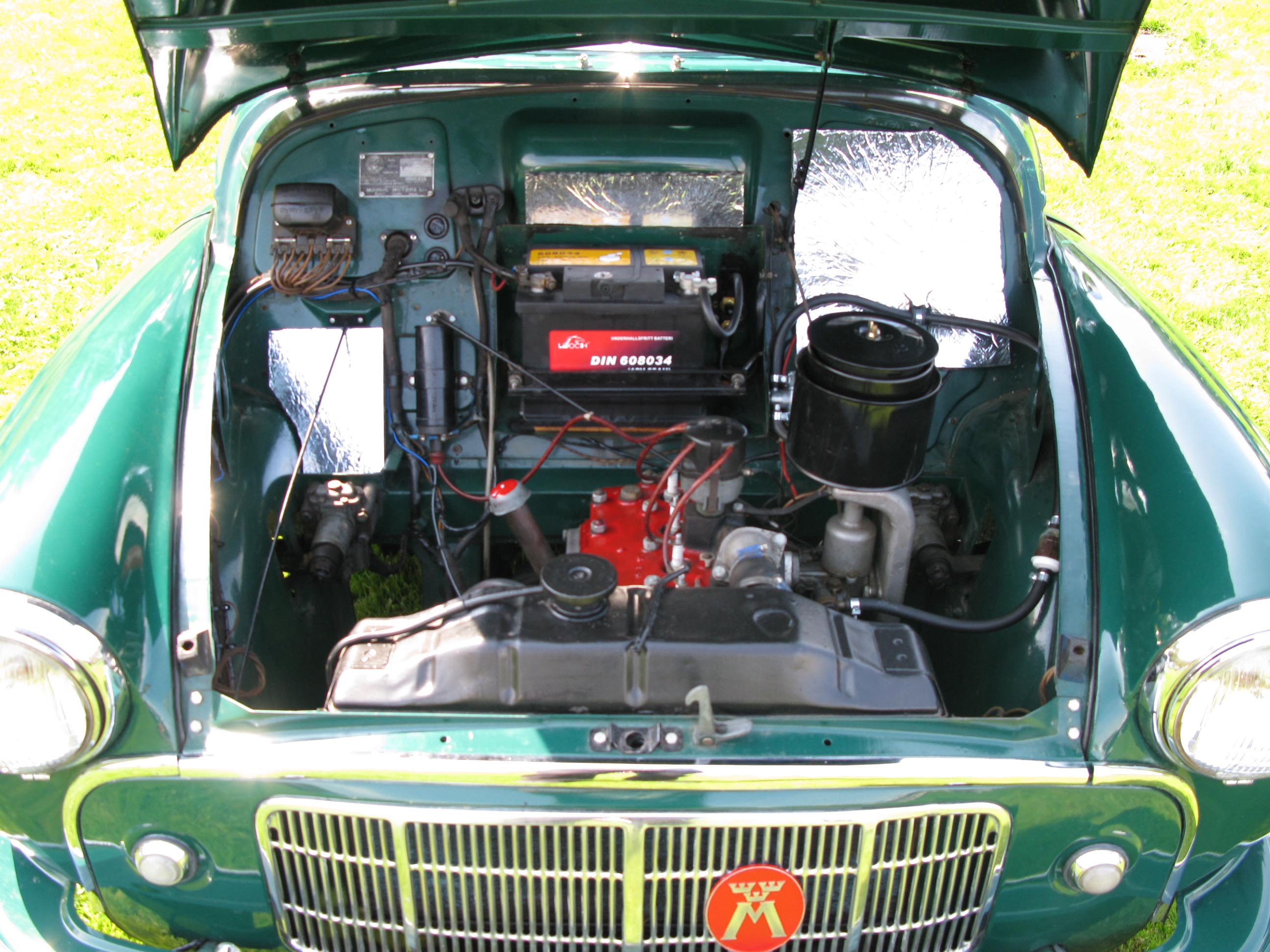
Morris U-series motor van een Morris Minor